# KV1
KV1, acrònim de l'anglès King's Valley 1, és una tomba egípcia de l'anomenada Vall dels Reis, situada a la riba oest del riu Nil, a l'altura de la moderna ciutat de Luxor. Va pertànyer al faraó Ramsès VII.

## Marc històric
Oberta des de l'antiguitat, la tomba número 1 de la Vall dels Reis (KV1) va pertànyer al sisè faraó de la dinastia XX, conegut com a Ramsés VII i que va governar del 1136 al 1129 aC. En aquell temps els reis residien molt al nord, a la ciutat de Pi-Ramsès, mentre que Tebes era domini dels Summes Sacerdots d'Amon, que exercien pràcticament, la funció de governants autònoms. La situació del país era desastrosa i el pròsper Imperi Nou estava en els seus últims moments.
Es coneixen molt pocs aspectes sobre Ramsés VII (el seu nom de coronació complet es transcriu com Usermaatra-Setepenra-Meriamón Ramsès-Itefamón-Neterheqaiunu), i encara menys sobre la seva política. Pel que sembla, era fill de Ramsès VI, i amb ell la línia dinàstica s'interromp, doncs el següent faraó no seria un fill seu, sinó el seu oncle.

## Situació

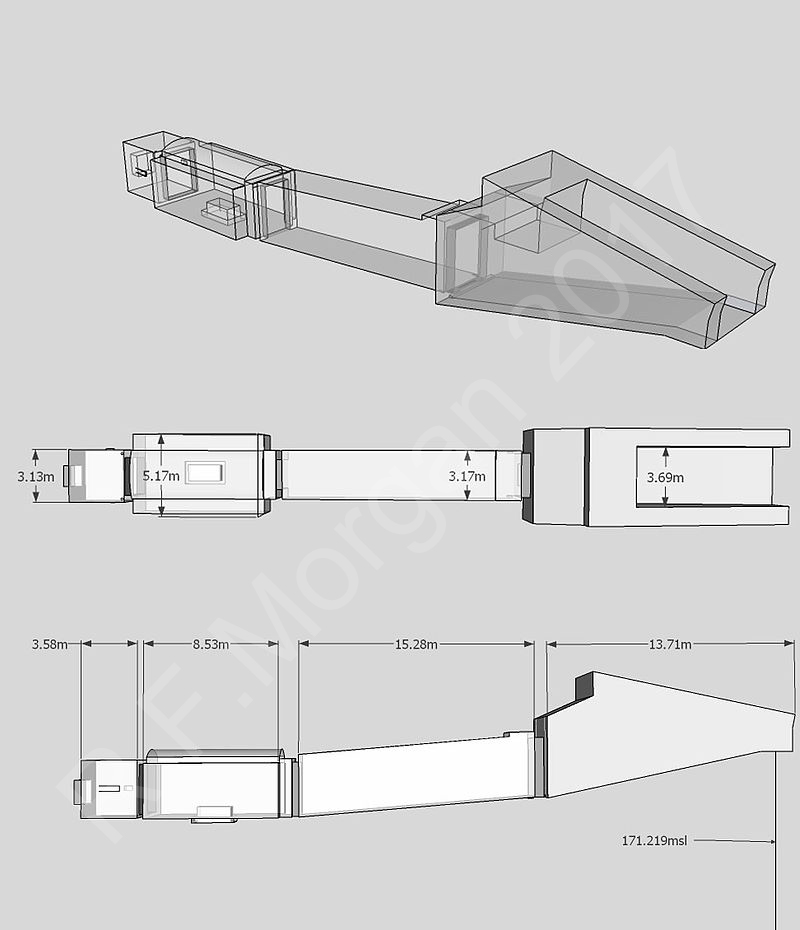
Esquema de la tomba.

Com la resta de les tombes reials de les dinasties XIX i XX, presenta un eix recte, orientat en direcció nord-oest. Està molt allunyada respecte al gruix de les tombes, en un ramal de la vall conegut simplement com la Vall de la Tomba de Ramsés VII. Aquest aïllament ha provocat que malgrat ser coneguda des de l'antiguitat, no hagi estat tan visitada com les altres. El sepulcre reial més proper, en direcció sud (ja que KV1 és la tomba més septentrional del lloc) és la KV2.
La KV1 és una tomba incompleta. El seu disseny és simple: una rampa d'entrada, un corredor i la cambra sepulcral. Després de la cambra sepulcral s'endevina l'excavació d'una segona cambra, que, a causa de la primerenca mort del rei, va quedar inacabada. El sarcòfag va ser col·locat a la cambra, eixamplada per a l'ocasió. La cambra contigua es va fer servir per albergar en un nínxol els vasos canopis del difunt. Tot i comptar amb els elements imprescindibles d'una tomba, el sepulcre és un dels enterraments reials més petits de tota la necròpolis.

## Decoració

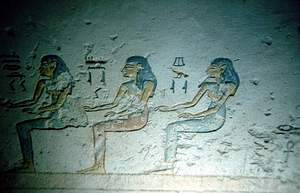
Pintures en la KV1.

La tomba de Ramsés VII presenta una decoració molt profusa per a l'època, que podem resumir de manera molt senzilla:
* La rampa no posseeix cap decoració de l'època.
* El corredor presenta part del Llibre de les Cavernes i el Ritual d'Obertura de la Boca del difunt.
* La càmera sepulcral compta amb inscripcions del Llibre de la Terra
* La petita càmera està decorada amb el Llibre de les Portes.
* També existeixen nombroses representacions de déus (Osiris, Re-Harakhty, Nut...) acompanyant al rei o en solitari. En els sostres existeixen figures de voltors i motius astronòmics.
* A tota la tomba s'hi poden veure graffitis d'origen demòtic, grec, copte i fins i tot vuitcentistes, la qual cosa demostra que el lloc ha estat obert durant diversos segles.
Tot i que la qualitat de les pintures és inferior a la de les tombes d'altres reis, la veritat és que el seu estat de concervació és acceptable, sobretot tenint en compte que va ser oberta a l'antiguitat tant temps; però s'ha perdut gran part de la pintura de color blau. També han sorgit algunes esquerdes al corredor.

## Excavació
La primera excavació realitzada a KV1 va ser la realitzada en 1906 per Edward R. Ayrton, encara que sabem d'anteriors visites que van catalogar i estudiar abans la tomba. L'expedició d'Ayrton es va encarregar de reobrir i netejar el lloc. Només seria sota el comandament d'Edwin C. Brock, del Museu d'Ontario, quan es realitzaria un estudi més extens i el complet lavabo de la tomba, avui oberta al públic.
No es van trobar molts objectes en la tomba (només alguns ushebtis, restes d'àmfores o ostraka) com era d'esperar. Aquests pertanyen a diverses èpoques. Fins i tot es considera que KV1 va ser utilitzada durant molts anys per monjos coptes i ermitans.

## La mòmia del faraó
El sarcòfag exterior està fet de pedra i consisteix solament en la "tapa exterior", que en l'actualitat ha estat trencada per un lateral per poder aconseguir la mòmia i les riqueses que amb ella reposarien. Aquesta enorme tapa està decorada amb figures d'Isis, Neftis, Serket i els quatre fills d'Horus.
La mòmia de Ramsés VII és una de les que encara no ha aparegut en els amagatalls de mòmies reials coneguts. Sí que s'han trobat a TT320 quatre copes de faiança en què apareix el seu nom de coronació, el que ha fet pensar que potser el seu cos fos un dels que encara estan per identificar entre els trobats en aquell lloc.